# Sydafrikansk gördelödla
Sydafrikansk gördelödla (Ouroborus cataphractus) är en ödla från västra Sydafrika som tillhör familjen gördelsvansar.
Det vetenskapliga släktnamnet syftar på den mytiska draken eller ormen Ouroboros.

## Kännetecken
Denna ödla kan nå en längd på 16–21 centimeter och är gulbrunaktig i färgen. Ett kännetecken för arten är att den som ett försvar mot predatorer har taggiga fjäll, särskilt vid nacken och på svansen. Fjällen över ryggen är mer fyrkantiga. Om ödlan hotas intar den en speciell skyddsställning genom att hålla fast svansen i munnen så att kroppen böjs till en ring. Den blir då tack vare sina taggar svår för fienden att angripa.

## Utbredning
Förekommer i sydvästra Sydafrika, från Oranjefloden till Piketbergen, så långt inåt landet som till Matjiesfontein. Dess habitat är klippiga och buskiga områden. Den är listad som nära hotad av IUCN.

## Levnadssätt
Den sydafrikanska gördelödlan hör till de ganska få ödlor som lever i sociala grupper. En sådan grupp består normalt av en fullvuxen hona och hane och deras ungar och halvvuxna avkommor. Ungarna föds fullt utvecklade och honan uppvisar en för ödlor ovanlig omsorg om sin avkomma på så vis att hon kan insamla föda till dem. Födan består främst av små ryggradslösa djur, som insekter och spindlar. Under vintermånaderna går ödlorna i dvala, gömda i någon klippspringa. Individer i fångenskap har uppnått en ålder på 25 år, i sällsynta fall något mer.
Exemplaren är dagaktiva.